# Kirsten van der Kolk
Kirsten van der Kolk, née le 18 décembre 1975 à Haarlem, est une rameuse néerlandaise. 

## Palmarès

### Jeux olympiques
- 2008 à Pékin,  Chine
  -  Médaille d'or en deux de couple poids légers
- 2004 à Athènes,  Grèce
  -  Médaille de bronze en deux de couple poids légers